# Ченково
Ченково (хрв. Čenkovo) је насељено место у општини Левањска Варош, Осјечко-барањска жупанија, Хрватска.

## Историја
До територијалне реорганизације у Хрватској било је у саставу старе општине Ђаково.

## Становништво
У попису становништва из 2011. године, Ченково није имало становника.
| Број становника према пописима | Број становника према пописима | Број становника према пописима | Број становника према пописима | Број становника према пописима | Број становника према пописима | Број становника према пописима | Број становника према пописима | Број становника према пописима | Број становника према пописима | Број становника према пописима | Број становника према пописима | Број становника према пописима | Број становника према пописима | Број становника према пописима | Број становника према пописима |
| ------------------------------ | ------------------------------ | ------------------------------ | ------------------------------ | ------------------------------ | ------------------------------ | ------------------------------ | ------------------------------ | ------------------------------ | ------------------------------ | ------------------------------ | ------------------------------ | ------------------------------ | ------------------------------ | ------------------------------ | ------------------------------ |
| 1857                           | 1869                           | 1880                           | 1890                           | 1900                           | 1910                           | 1921                           | 1931                           | 1948                           | 1953                           | 1961                           | 1971                           | 1981                           | 1991                           | 2001                           | 2011                           |
| 185                            | 234                            | 213                            | 257                            | 263                            | 379                            | 329                            | 413                            | 161                            | 174                            | 136                            | 75                             | 21                             | 9                              | 2                              | 0                              |

### Попис1991.
У попису становништва из 1991. године, Ченково је имало 9 становника, следећег националног састава:
| Попис 1991.‍ | Попис 1991.‍ | Попис 1991.‍ | Попис 1991.‍ | Попис 1991.‍ |
| ----------- | ----------- | ----------- | ----------- | ----------- |
|             |             |             |             |             |
| Срби        | Срби        |             | 6           | 66,66%      |
| Хрвати      | Хрвати      |             | 3           | 33,33%      |
| укупно: 9   |             |             |             |             |

### Попис1910.
| Ченково                                                                                  | Ченково                                                                                                |
| ---------------------------------------------------------------------------------------- | --- |
| језик                                                                                    | вера                                                                                                   |
| укупно: 379 Српски 336 (88,65%) Мађарски 36 (9,49%) Хрватски 6 (1,58%) Немачки 1 (0,26%) | укупно: 379 Православци 336 (88,65%) Римокатолици 41 (10,81%) Гркокатолици 1 (0,26%) Јевреји 1 (0,26%) |